# Lidwine
Dominique Legeard dit Lidwine ou Marcel de la gare, né le 12 mai 1960 à Saint-Brieuc (Côtes-d'Armor) où il est mort le 1er mai 2025, est un dessinateur français de bande dessinée.

## Biographie
C'est au collège que Lidwine se sent attiré par les arts graphiques. Une fois au lycée, il réalise plusieurs planches pour le journal de cet établissement avant de publier, à 19 ans, un premier dessin dans Métal Hurlant.
C'est en 1983 qu'il fait ses vrais débuts, grâce au magazine Frilouz où il rencontre les jeunes dessinateurs de la région : Rollin, Hiettre, Bélom, Michel Plessix, Charly, Gégé…
Il publie, en 1986, La véritable histoire de Conrad Deschamps, inventeur du point final. Lidwine signe ensuite de nombreux travaux : affiches, cartes postales, dessins publicitaires et un album : Uluru, ou les aventures de Zaza sur un scénario de Dany Saval.
Après de longues années de gestation, il publie en 1994 La Rumeur des eaux, prologue de la série Le Dernier Loup d'Oz (Delcourt) et connaît enfin la consécration, cet ouvrage recevant de nombreuses récompenses. Cet album ne connaît cependant pas de suite.
Lidwine assure le dessin du cinquième tome de La Quête de l'oiseau du temps (Dargaud), d'après un scénario de Serge Le Tendre et Régis Loisel, qui parait en octobre 1998, après 11 ans d'interruption de la saga. C'est le premier album du second cycle de la saga, il aura mis quatre ans a réaliser ce livre et les scénaristes le trouvant trop lent, il doit passer la main à un autre dessinateur.
En 2006, il publie l'album Où vont les hommes ? (La Boîte à bulles) et la même année, il participe à l'album collectif Lettres et Carnets du front 1914-1918 (dessin), premier tome de la série Paroles de Poilus, Soleil Productions.
Ses derniers dessins sous le nom de Lidwine sont publiés en 2009 dans le collectif Souvenirs de films aux éditions du Lombard. Il prend ensuite le nom de Marcel de la gare et s'engage dans le dessin militant, volontiers écologiste, notamment au sein de l'association des Dessin'Acteurs.
Lidwine meurt le 1er mai 2025 à Saint-Brieuc à l'âge de 64 ans.
Il laisse inachevé son dernier album intitulé Ahimsâ , récit autour des mobilisations non-violente .

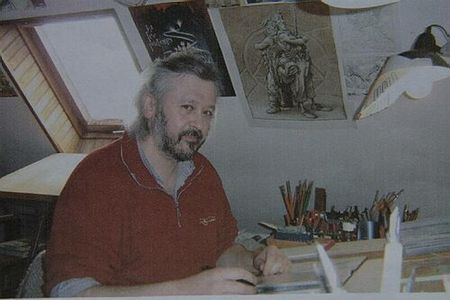
Lidwine dans son atelier lors de la réalisation de l'album " l'ami Javin" en 1998

## Œuvres publiées

### Bande dessinée
- Huguenot (dessin), avec Gérard Delangle (scénario), Editions de la Buttes Aux Cailles, 1989
- Le Dernier Loup d'Oz (scénario et dessin), avec Isabelle Rabarot (couleurs), Delcourt, coll. « Terres de Légendes » :

Prologue : La rumeur des eaux, 1994.
- La Quête de l'oiseau du temps (dessin), avec Serge Le Tendre (scénario) et Régis Loisel (scénario et couleurs), Dargaud :

5. L'ami Javin, 1998.
- The littel geste of Robin Hode (scénario et dessin), histoire de trois pages à la fin de Denis Leroux, Proscrit, Carabas, 2004.
- Paroles de Poilus (dessin), Soleil Productions :

1. Lettres et Carnets du front 1914-1918, 2006.
- Souvenirs de films (collectif, dessin), scénario de Jean-Pierre Eugène, Le Lombard, 2009.

- Il a dessiné la couverture de l'édition intégrale du premier cycle (7 tomes) de l'adaptation en BD de La Compagnie des glaces et effectué des recherches graphiques pour cette adaptation.

### Dessin d'humour
- Où vont les hommes ?, La Boîte à bulles, coll. « Contre-Pied », 2006.
- Tout va de traviole ![10], La Boîte à bulles, coll. « Contre-Pied », 2013 (sous le nom de Marcel de la gare).

## Prix
- 1995 : Prix des libraires de bande dessinée pour Le Dernier Loup d'Oz
- 1999 : Alph-Art jeunesse 9-12 ans du festival d'Angoulême pour La Quête de l'oiseau du temps, t. 5 : L'Ami Javin[11] (avec Serge Le Tendre)